# I 186 gradini
I 186 gradini o Tra i morti viventi di Mauthausen (Les 186 marches) è un saggio redatto dal giornalista e scrittore francese Christian Bernadac sulla base di ricerche storiche e testimonianze di sopravvissuti al campo di concentramento di Mauthausen, presso Linz, nell'Alta Austria.

## Trama
(da I 186 gradini, pagg. 169-170)
Quello di Mauthausen fu uno dei più crudeli campi di lavoro in funzione durante il regime nazista del Terzo Reich, che ospitò dal 1939 al 1945 oltre centocinquantamila deportati fra detenuti comuni e detenuti politici appartenenti a diverse nazionalità.
Il libro di Bernadac è stato pubblicato per la prima volta in Francia nel 1974 dalla casa editrice France-Empire  ed è stato successivamente tradotto nel 1977 in lingua italiana da Anna Gerola per i tipi della casa editrice Ferni di Ginevra che lo ha inserito - assieme ad un secondo volume dello stesso autore, Il nono cerchio - Mauthausen, sorta di seguito concernente sempre il famigerato campo di lavoro istituito nella fortezza di Mauthausen e nei sottocampi limitrofi - nella collana "Gli amici della storia".
L'autore descrive minuziosamente, con l'ausilio di documentazione originale costituita da disposizioni scritte, lettere, circolari del comando SS e testimonianze di reduci, quella che era la vita nel campo e nei sottocampi di Mauthausen, vera e propria fortezza del terrore:
(I 186 gradini - Mauthausen, pag. 18)

## La scala della morte

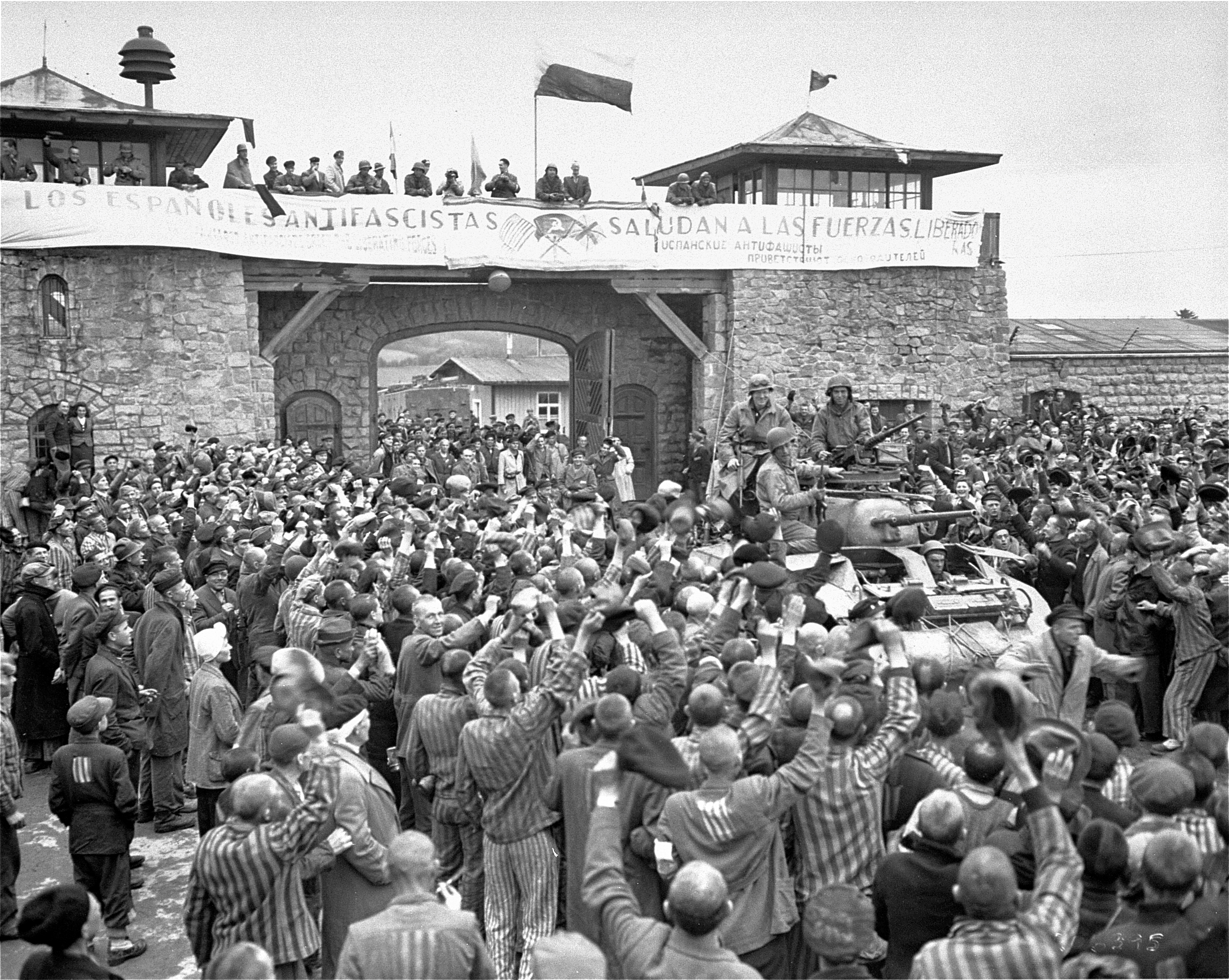
Maggio 1945: la liberazione degli internati dopo l'arrivo dei soldati dell'esercito USA nella fortezza in cui è situato il campo di concentramento di Mauthausen

Il titolo del libro fa riferimento alla scalinata - ricordata da allora in poi come scala della morte - scavata nella roccia della collina su cui sorgeva il campo e che collegava una cava sottostante, aperta nel ventre dell'altura, per l'estrazione del granito. A partire dal 1943 nel campo era stata intensificata - su disposizione del capo delle SS Heinrich Himmler - l'attività delle industrie che facevano capo alla Deutsche Erd - und Steinwerke GmbH (reso con l'acronimo DEST, Società tedesca degli sterri e delle cave s.r.l.).
Lo scopo di tali aziende era quello di ricavare dalle cave presenti vicino alle principali città tedesche - e quindi sottoporlo a lavorazione - il materiale da destinare alle fastose costruzioni previste dal Reich millenario voluto e disegnato dal fuhrer Adolf Hitler e dal suo architetto del Diavolo, il futuro ministro degli Armamenti Albert Speer. Prima di allora i gradini della famigerata scala consistevano in blocchi di pietra di formato diverso disposti in maniera disordinata l'uno sopra l'altro. La scala collegava le baracche in cui erano reclusi gli internati e le viscere della cava. Lungo i centottantasei gradini di questa scala i deportati erano costretti a salire e scendere più volte al giorno portando a spalla sacchi pieni di massi. Spesso l'uso della scala era un semplice pretesto per eliminazioni di massa di deportati.

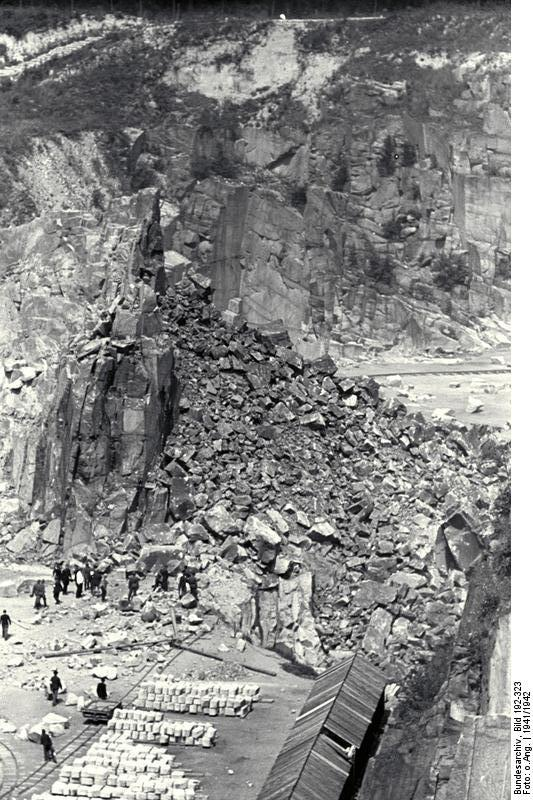
La cava di pietra, in una fotografia del 1941

Così Bernadac descrive la scala della morte:
(I 186 gradini - Mauthausen, pag. 10)

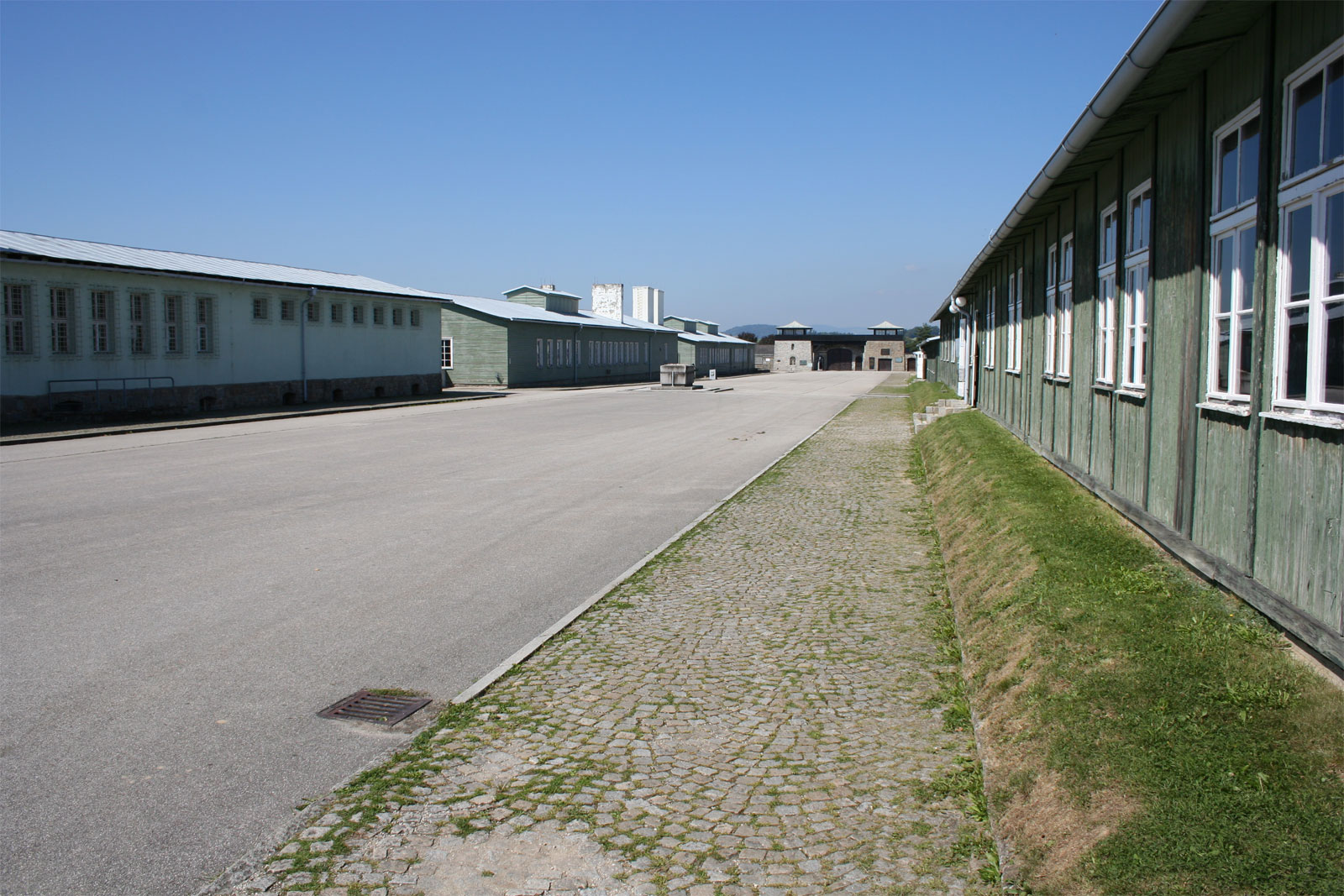
Il campo di concentramento di Mauthausen nel 2005

Le sofferenze patite dai prigionieri del campo di Mauthausen - aperto nel 1938 e affidato al comando di Franz Ziereis, che lo tenne fino all'arrivo dei soldati statunitensi nel maggio 1945 - sono state, per testimonianza di diversi sopravvissuti all'Olocausto, assolutamente terribili. Spesso i prigionieri, esausti, collassavano di fronte ad altri prigionieri che formavano la linea, travolgendone a decine in un terribile effetto domino. Le guardie armate di mitragliatrice si divertivano, per scommessa, a spingere verso il basso qualche internato per vedere quanti altri venivano travolti nella caduta. Un malcapitato, dopo essere stato spinto da una guardia, la trascinò con sé nel vuoto; dopo questo episodio le guardie mantennero un'adeguata distanza dai prigionieri.
Talvolta tale brutalità era ulteriormente accentuata: infatti, alcune volte, le guardie SS costringevano i prigionieri - esausti per ore e ore di duro lavoro e arsi dalla sete e dalla fame - a salire le scale con i blocchi. Una volta in cima, alcuni prigionieri venivano allineati lungo il bordo del precipizio conosciuto come il muro dei paracadutisti e venivano costretti a scegliere se ricevere un colpo di pistola o a gettare di sotto il prigioniero che gli stava vicino. Ad aggravare il tutto erano poi le pessime condizioni di vita al campo: la quasi totalità dei prigionieri era malnutrita e i decessi a causa delle condizioni igienico-sanitarie erano all'ordine del giorno. È stato calcolato che, approssimativamente, 122.000 internati trovarono la morte a Mauthausen, sebbene gli archivi dell'amministrazione del campo abbiano calcolato in 71.000 le vittime del campo di lavoro.

## Luogo della memoria

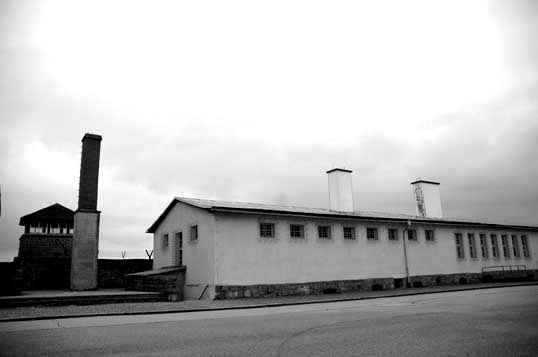
Il campo di concentramento di Mauthausen

Come luogo della memoria, la località nel nord dell'Austria in riva al Danubio è diventata, dopo la fine della seconda guerra mondiale, meta di visite da ogni parte del mondo. È stato calcolato che almeno diecimila persone visitino annualmente il complesso dell'ex-lager (un sentiero che attraverso i diversi luoghi del campo è punteggiato dai monumenti eretti dalle diverse nazioni a ricordo delle proprie vittime).
Un dettagliato resoconto di come la località prossima al villaggio di Mauthausen (poco più di quattromila abitanti) si sia trasformata nel tempo - e in un certo senso, adattata ad un turismo di massa sia pure spinto da motivi di ricerca all'interno della storia del XX secolo - è stato girato nel 2006 dal regista britannico Rex Bloomstein in un documentario dal laconico titolo di Kz (contrazione di Konzentrationslager: appunto, campo di concentramento).

## Edizioni
- Christian Bernadac, I 186 gradini - Mauthausen, traduzione di Anna Gerola, collana Amici della Storia[6], Edizioni Ferni, Ginevra, 1977,  pp. 378, cap. ventuno.